# Roswitha Esser
Roswitha Esser, född den 18 januari 1941 i Bad Godesberg, Tyskland, är en tysk och därefter västtysk kanotist.
Hon tog bland annat VM-guld i K-2 500 meter i samband med sprintvärldsmästerskapen i kanotsport 1963 i Jajce.